# بو-هیا

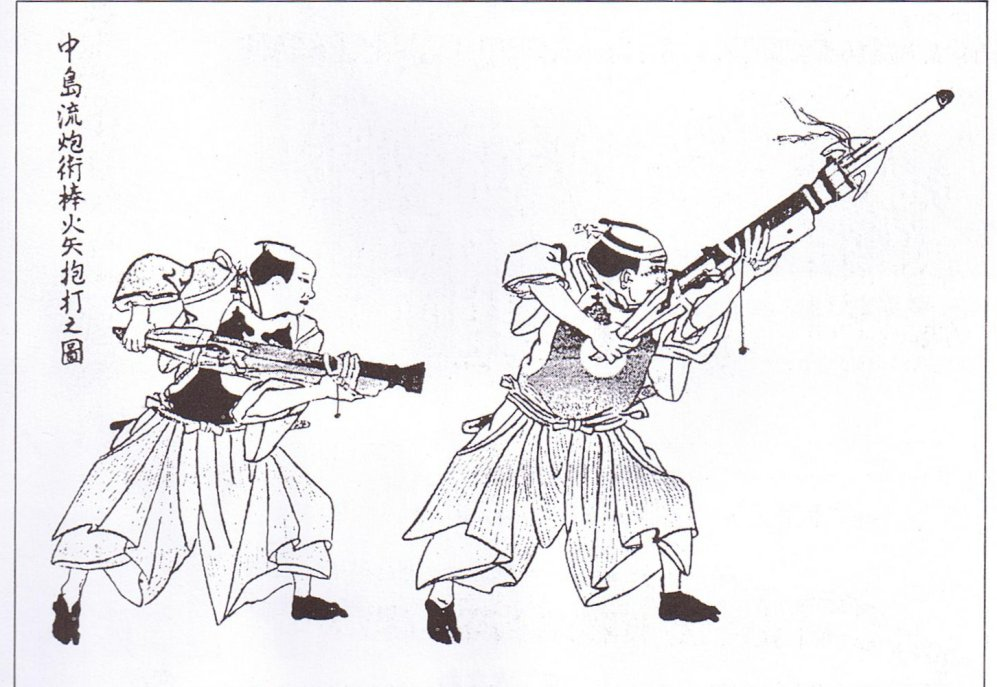

بو-هیا (به ژاپنی: 棒火矢, Bō hiya)، اولین پرتابگر موشک ژاپنی (موشک‌انداز) و توسعه تیر آتش بود.